# Ольденбург (государство)
Ольденбург (нем. Oldenburg) — государство, существовавшее с 1180 по 1918 годы на северо-западе современной Германии (в бассейне реки Везер) как графство, герцогство и великое герцогство под властью династии Ольденбургов.

## История
Первым известным графом Ольденбурга был Эгильмар I, «могущественный граф земель, пограничных между Саксонией и Фризией», как гласит документ 1108 года. Его потомки стали вассалами Саксонского герцогства, но после разделения Саксонии Фридрихом I в 1180 году обрели самостоятельность.
В XIII веке Ольденбурги воевали с князьями Фризии, присоединив к своим владениям графство Дельменхорст. Графство это впоследствии несколько раз отделялось от Ольденбурга, но с начала XVII века составляет неотъемлемую часть ольденбургских земель. Ольденбургу приходилось также вести частые войны с Бременом, Мюнстером и другими соседними городами.
При Дитрихе Счастливом происходит объединение Ольденбурга, распавшегося между отдельными линиями рода.
В 1448 году сын Дитриха Кристиан стал королём Дании Кристианом I. Контроль над графством был передан братьям Кристиана, установившим в нём тиранию. В 1450 году Кристиан стал королём Норвегии, в 1457 — Швеции, а в 1460 году унаследовал герцогство Шлезвиг и графство Гольштейн. В 1450 году он передал Ольденбург своему брату Герхарду (около 1430—1499), постоянно воевавшему с епископом Бремена и другими соседями. В 1483 году Герхард был вынужден отречься от престола в пользу своих сыновей.
В XVI веке Антон I (1505—1573) принял протестантизм, однако оставался лояльным императору Карлу V в ходе Шмалькальденской войны, за что был вознагражден новыми владениями и получил право заседать в имперском сейме.
Внук Антона I Антон Гюнтер в 1624 году добавил к своим владениям Фарель и Книпфаузен, а в 1647 году окончательно присоединил Дельменхорст. В Тридцатилетней войне сохранил нейтралитет. Он также получил от императора право взимать пошлины с судов, плававших по Везеру.
Политическая власть графов Ольденбурга была очень широка. Дворянство не пользовалось особыми привилегиями, городское сословие не представляло крупной политической силы. Крестьяне, не знакомые с крепостным правом, отличались сравнительной зажиточностью.
После смерти Антона Гюнтера Ольденбург перешёл к Дании, король которой, Кристиан V, заключил полюбовную сделку с другими претендентами — представителями гольштейн-готторпской и гольштейн-зондербургской линий графского рода Ольденбургов. Владение Евер, в качестве женского лена, досталось Ангальт-Цербстскому дому (последний владетель — Екатерина II), а Книпгаузен отдан побочному сыну Гюнтера, графу Антону Альденбургу.
В 1773 году согласно Царскосельскому трактату Ольденбург был уступлен датским королём Кристианом VII великому князю Павлу Петровичу (впоследствии император Павел I), как главе гольштейн-готторпской линии, взамен Павел отказался от своих прав на Шлезвиг-Голштинию в пользу Дании. В том же году новые владения были подарены великим князем его двоюродному деду Фридриху Августу (1711—1785), представителю младшей готторпской линии. По смерти Фридриха Августа, получившего герцогский титул, государством на правах регента правил, за болезнью его сына Петра Фридриха Вильгельма, его племянник Петр Фридрих Людвиг, родоначальник дома, правившего до 1918 года.
В 1810 — 1814 годах Ольденбург был оккупирован наполеоновской Францией. В 1815 году по решению Венского конгресса Ольденбург стал великим герцогством и к нему было присоединено княжество Биркенфельд в Пфальце на реке Наэ.
В 1871 году Ольденбург присоединился к Германской империи.
После Ноябрьской революции 1918 года монархия была ликвидирована, а Ольденбург стал «Свободным государством Ольденбург» («Freistaat Oldenburg») в составе Веймарской республики.
В 1937 году Ольденбург потерял свои эксклавы Ойтин на балтийском побережье и Биркенфельд на юго-западе Германии, которые отошли к Пруссии, но получил Вильгельмсхафен.
В 1946 году, после Второй мировой войны Ольденбург был включён в состав земли Нижняя Саксония, ставшей частью ФРГ.

## Герцоги и великие герцоги Ольденбургские
- Фридрих Август I (1773—1785), граф с 1773, герцог с 1777 года
- Пётр Фридрих Вильгельм (1785—1823, регентство), великий герцог с 1815 года
- Пётр I (1823—1829), регент, затем великий герцог с 1823 года
- Август I (1829—1853)
- Пётр II (1853—1900)
- Фридрих Август II (1900—1918)

## Административное деление
Территория Ольденбурга делилась на 3 земельных части (Landesteil): Ольденбург, Любек и Биркенфельд, Ольденбург делился на районы, районы (Kreis) на департаменты (Amt), остальные земельные части только на департаменты. Департаменты делились на общины (Gemeinde).
- Земельная часть Ольденбург
  - Район Ольденбург
    - Город Ольденбург
    - Департамент Ольденбург
    - Департамент Эльсфлет
    - Департамент Цвишененан

  - Район Нойенбург
    - Департамент Боккхорн
    - Департамент Раштеде
    - Департамент Фарель
    - Департамент Вестерштеде

  - Район Офельгонне
    - Департамент Аббехаузен
    - Департамент Браке
    - Департамент Бурхаве
    - Департамент Ландвюрден
    - Департамент Роденкирхен

  - Район Дельменхорст
    - Департамент Берне
    - Департамент Дельменхорст
    - Департамент Гандеркезее
    - Департамент Вильдесхаузен

  - Район Фехта
    - Департамент Дамме
    - Департамент Штайнфельд
    - Департамент Фехта

  - Район Клоппенбург
    - Департамент Клоппенбург
    - Департамент Фрисойте
    - Департамент Лёнинген
    - Синьория Динклаге

  - Район Йефер
    - Город Йефер
    - Департамент Йефер
    - Департамент Минзен
    - Департамент Теттенс
    - Синьория Книпхаузен
- Земельная часть Любек
  -     - Департамент Ойтин
    - Департамент Гроссфогтей
    - Департамент Кальтенхоф
    - Департамент Коллегиатштифт
- Земельная часть Биркенфельд
  -     - Департамент Биркенфельд
    - Департамент Нофельден
    - Департамент Оберштейн

## Правовая система
Высший судебный орган — Высший апелляционный суд Ольденбурга (Oberappellationsgericht Oldenburg), до 1958 г. — юстиц-канцелярия (Justizkanzlei), суды апелляционной инстанции — высшие суды (Obergericht), суды первой инстанции — земельные суды (Landgericht), низшее звено судебной системы — амты (Amt) и вотчинные суды (Patrimonialgerichte).